# Ратуша (Эссен-Край)
Ратуша Края (нем. Krayer Rathaus) — здание городского управления города Край (сейчас район города Эссен) (Германия, федеральная земля Северный Рейн — Вестфалия). Ратуша находится по адресу Kamblickweg 27 на углу с улицей Ottostraße.

## История
В 1901 году Край подал заявку на обретение статуса города. Это статус был получен в 1906 году и сразу же после этого по распоряжению новоизбранного бургомистра Людвига Колена начинается конкурс проектов на строительство здания городского Магистрата. Проект архитектора Отто Мекке (нем. Otto Mecke) был выбран из числа 89 сосискателей. Строительство было начато 3 июля 1907 года. На тот момент муниципалитет Края был одним из самых богатых в Германии, что и нашло отражение в богатой архитектуре и отделке строящейся по ратуши. Строительство ратуши было завершено в 1908 году и 1 октября состоялось её торжественное открытие.

1 августа 1929 года Край вошел в состав города Эссен и ратуша утратила свои функции административного здания магистрата, но после второй мировой войны, когда здание ратуши города Эссен было разрушено, вплоть до 1979 года в ратуше Края заседал городской магистрат Эссена. После открытия здания новой эссенской ратуши в здании ратуши Края остались работать несколько отделов городской администрации. Также в здании находятся полицейское управление юго-восточной части Эссена, ЗАГС и управленияе по делам молодежи.

В 1985 году здание ратуши Края было внесено в список охраняемых государством памятников.